# Fire Department
Fire Department (engl. für Feuerwehr) ist eine Computerspielserie des französischen Herstellers Monte Christo, in der der Spieler verschiedene Missionen im Rahmen eines Feuerwehreinsatzes erfüllen muss. Die neueste Ausgabe, Fire Department 3, erschien im März 2006.

## Geschichte
Am 1. Oktober 2003 erschien der erste Teil von Fire Department, der 34 Missionen in neun verschiedenen Einsätzen umfasste. Etwa ein Jahr später, im November 2004, kam Fire Department 2 auf den Markt. Verbessert wurden vor allem die Grafik und die Steuerung der Fahrzeuge. Teil 2 umfasste 15 Einsätze, die jeweils in Dreiergruppen zusammenhängend absolviert werden mussten. Die vorerst letzte, dreizehn neue Missionen umfassende Version, Fire Department 3, gibt es seit dem 28. März 2006. Seit der ersten Version kann der Spieler die Nationalität seiner Feuerwehrkräfte aus deutsch, französisch, britisch und US-amerikanisch auswählen.

## Spielverlauf
In jeder Ausgabe ist zunächst eine Trainingsmission zu absolvieren, in der der Spieler sich mit der (von Version zu Version leicht veränderten) Bedienung und Steuerung des Spiels vertraut machen kann. Das Szenario findet auf dem Übungsgelände einer Feuerwache statt. Erst dann beginnen die eigentlichen Feuerwehreinsätze. Zu jedem Einsatz gibt es einen (mehr oder weniger ausführlichen) Videobericht und einen Einsatzbefehl. Hat man eine Einsatzstufe absolviert, kann man Verstärkungseinheiten in das Einsatzgebiet beordern. Mit zunehmendem Fortschritt innerhalb des Spiels steigen sowohl die Schwierigkeit als auch die Anzahl der verfügbaren Einheiten. Neben normalen Feuerwehrleuten und Tanklöschfahrzeugen erhält man zum Beispiel auch Kontrolle über einen Notarzt, einen Technischen Leiter und Spezialkräfte mit Hitzeschutzanzügen und auf schwieriges Gelände ausgelegte Löschfahrzeuge für Waldbrände. So gibt es Aufgaben, die nur von einer Spezialeinheit durchgeführt werden können (Tore gewaltsam öffnen, Sprengsätze).